# آنجلو آلسیو
آنجلو آلسیو (ایتالیایی: Angelo Alessio؛ زادهٔ ۲۹ آوریل ۱۹۶۵) بازیکن سابق و مربی فوتبال اهل ایتالیا است.
از باشگاه‌هایی که در آن بازی کرده‌ است می‌توان به باری، بولونیا، یوونتوس، مودنا و آولینو اشاره کرد.